# 654
654 (DCLIV) fue un año común comenzado en miércoles del calendario juliano, en vigor en aquella fecha.

## Acontecimientos
- Tras ser revisado en el VIII Concilio de Toledo, el rey visigodo Recesvinto promulga el Liber Iudiciorum como Lex Visigothorum, código basado en el derecho romano, que establece la igualdad entre godos e hispanorromanos sin tener en cuenta las diferencias raciales o culturales.
- El emperador bizantino Constante II nombra a su hijo Constantino IV, de 2 años de edad, coemperador (Augusto).[1]

## Nacimientos
- Teoderico III, rey franco de Neustria y Borgoña y de Austrasia (679-691).

## Fallecimientos
- 24 de noviembre: Kōtoku Tennō, emperador n.º 36 de Japón.